# Cucina namibiana

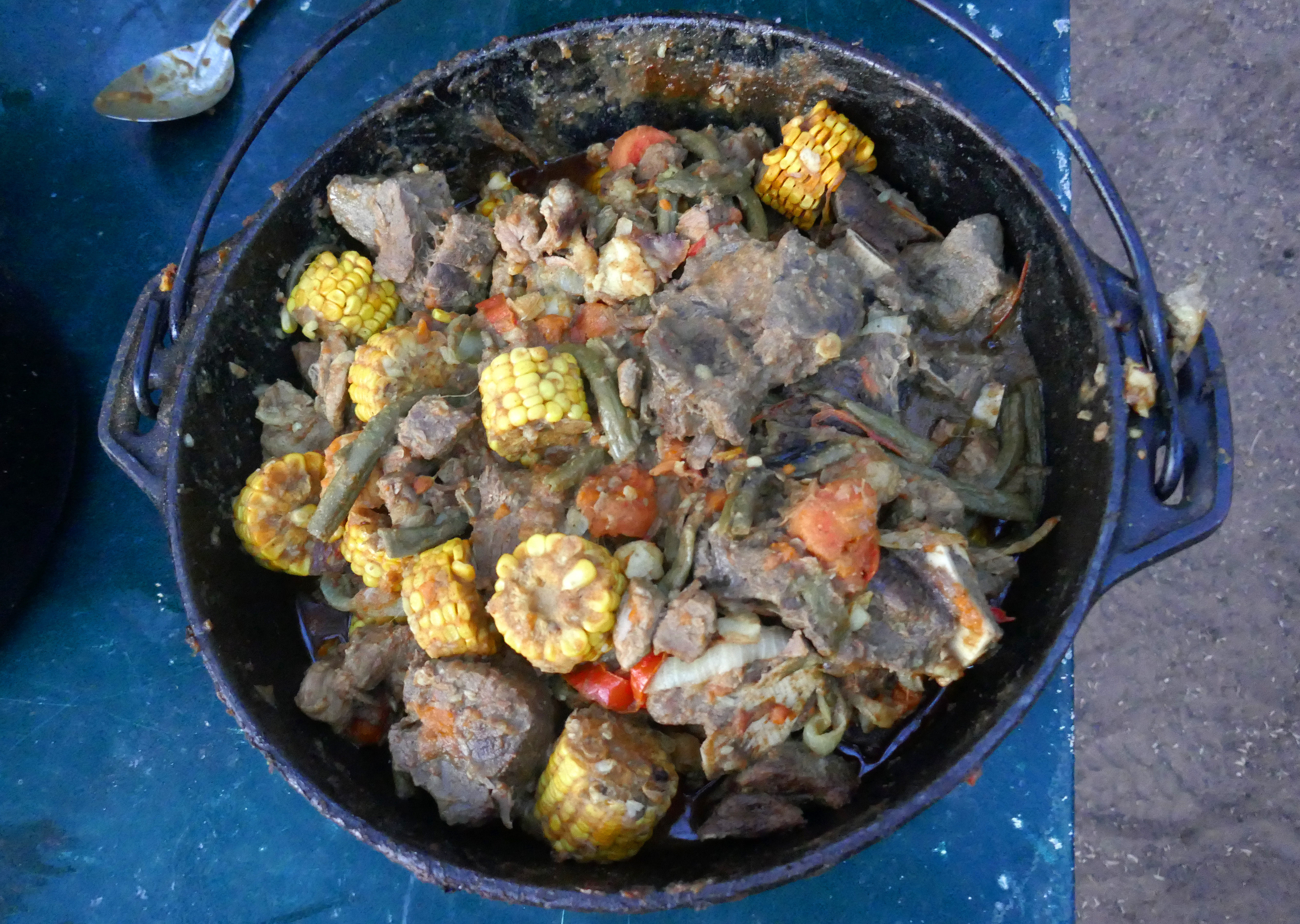
Potjiekos

La cucina namibiana comprende le abitudini culinarie della Namibia. Essa risulta molto variegata per via delle differenze culturali e regionali all'interno del paese, nonché per le influenze dei popoli che hanno intrattenuto contatti con l'area nel corso dei secoli.

## Descrizione

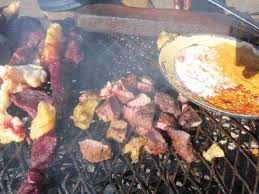
Kapana

La dieta namibiana si basa sul consumo di carne e di porridge a base di miglio, tuttavia è stata influenzata dalle pratiche culinarie tedesche e sudafricane. Secondo l'Unione Europea, la carne namibiana è considerata una delle migliori al mondo assieme a quella argentina.
La cucina namibiana varia a seconda della regione. Nel nord del paese vi è un grande assortimento di piatti, tra cui l'ekaka (spinaci), l'omakunde (fagioli pinto) e il pollo oshiwambo. Ad est del paese la cucina dominante è quella degli herero, tra le cui specialità vi sono il pane omboroto jotjiherero e un porridge di latte e mais noto come orutlere romaere, mentre a sud sono noti il potjiekos, uno stufato di agnello o pollo con verdure cucinato in una tradizionale pentola nera con tre-piedi posta sul fuoco, e il rooster brood con braai vleis, ovvero del pane arrostito sulla brace e accompagnato da salsiccia al barbeque.
Alcuni piatti nazionali del paese sono il biltong, che consiste in carne essiccata, un porridge di mais e fagioli servito con le zampe posteriori del vitello chiamato samp and beans, un piatto di ravioli cotti sul fuoco con carne selvaggina, e il kapana, che consiste in cubetti di carne grigliata.
Tra le bevande nazionali del paese vi sono l'oshikundu e il maxu, due bevande rispettivamente a base di miglio e mais. Per via della presenza coloniale tedesca nel paese, la Namibia ha sviluppato una buona tradizione birraia. Alcune marche di birre locali sono la Hansa, la Windhoek Export e la Tafel Lager.